# Cassa del Mezzogiorno

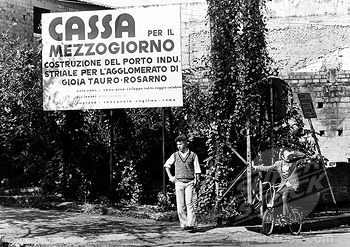
Pannello informativo per la costruzione del porto di Gioia Tauro, ad opera della Cassa per il Mezzogiorno.

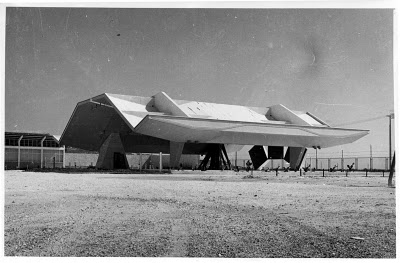
Padiglione della Fiera di Cagliari per la promozione delle opere della Cassa per il Mezzogiorno in Sardegna.

La Cassa per il Mezzogiorno, più propriamente Cassa per opere straordinarie di pubblico interesse nell'Italia Meridionale, ed abbreviata Casmez, era un ente pubblico italiano creato dal Governo De Gasperi VI, per finanziare iniziative industriali tese allo sviluppo economico del meridione d'Italia, allo scopo di colmare il divario con l'Italia settentrionale.

## Storia
L'idea della creazione venne, nel 1950, al meridionalista Pasquale Saraceno, e ad alcuni suoi collaboratori quali Donato Menichella, Francesco Giordani, Cenzato, Rodolfo Morandi e Nino Novacco, già fondatori della Svimez. Venne istituito con legge 10 agosto 1950, n. 646, come ente dotato di personalità giuridica di diritto pubblico allo scopo di predisporre programmi, finanziamenti ed esecuzione di opere straordinarie dirette al progresso economico e sociale dell’Italia meridionale, originariamente da attuarsi entro un periodo di 10 anni (1950-1960). L'intervento fu poi più volte prorogato con successivi interventi legislativi. Nelle intenzioni, l'ente intendeva ricalcare le agenzie di sviluppo locale avviate negli Stati Uniti d'America durante il New Deal.
Uno degli strumenti di pianificazione utilizzati per la finalizzazione degli interventi era il cosiddetto piano A.S.I., ovvero un piano per la creazione di Aree di Sviluppo Industriale: esso prevedeva l'istituzione di consorzi, realizzati ai sensi della legge 29 luglio 1957, n. 634 ("Provvedimenti per il Mezzogiorno"), nella tipologia di piano settoriale, promossi da Comuni, Province e Camere di Commercio per l'avvio dello sviluppo industriale e la realizzazione di infrastrutture di base nelle aree coinvolte dall'azione della Cassa per il Mezzogiorno.
Il finanziamento del piano fu stabilito in 100 miliardi di lire all'anno per i dieci esercizi dal 1951 al 1960: in complesso mille miliardi di lire, subito aumentati nel 1952 a 1.280 miliardi da utilizzare nel dodicennio 1951-1962.
La Cassa con D.P.R. 6 agosto 1984 venne soppressa e posta in liquidazione dal 1º agosto 1984. Venne sostituita, due anni dopo, negli obiettivi e nelle funzioni, dall'Agenzia per la promozione e lo sviluppo del Mezzogiorno (AgenSud) istituita con la legge 1º marzo 1986, n. 64 e soppressa a sua volta con la legge 19 dicembre 1992, n. 488, a decorrere dal 1º maggio 1993, lasciando al Ministero dell'economia e delle finanze il compito di coordinare e programmare l'azione di intervento pubblico nelle aree economicamente depresse del territorio nazionale.

## Attività
Furono beneficiarie dell'operato della Cassa le regioni Abruzzo e Molise, Campania, Puglia, Basilicata, Calabria, Sicilia e Sardegna; le province di Latina e di Frosinone; i comuni dell'Isola d'Elba, dell'isola del Giglio e dell'isola di Capraia, i comuni dell'ex circondario di Cittaducale nella provincia di Rieti e quelli compresi nei perimetri di bonifica del Tronto e dell'Agro pontino, rispettivamente nelle province di Ascoli Piceno e di Roma.
Dall'inizio dell'operatività, nel 1951, sino al 1991 e sotto il nome sia di Cassa per il Mezzogiorno sia di AgenSud, ha elargito alle regioni meridionali un totale di 82 410 miliardi di lire. La spesa media annuale è stata di circa lo 0,65% del PIL.

## Risultati
Solo il risultato iniziale della Cassa non fu discutibile per quanto riguarda l'utilizzo dei capitali pubblici, considerando l'arretratezza del Sud del paese nel 1950 rispetto al resto del paese in termini di risorse infrastrutturali e reddito pro capite.
Tuttavia, spesso giganteschi appalti ed altre iniziative statali finivano per creare enormi infrastrutture che non avrebbero trovato un'applicazione pratica perché estranee alle realtà economiche del Sud, o perché rimaste incompiute, e che vennero definite con l'espressione cattedrali nel deserto. Contro questa visione si può osservare che infrastrutture sovradimensionate hanno permesso alle popolazioni residenti di acquisire stili di vita più aggiornati e il miglioramento dei trasporti, una maggiore mobilità. L'isolamento di alcune aree, come nella zona ionica, ha portato alla rivitalizzazione o alla nascita di piccoli centri urbani lungo le strade (ad esempio lungo la Statale 106 da Reggio Calabria a Taranto), che tuttora rappresentano le sole vie di collegamento.
Né mancò, nel blocco socialista-comunista, la critica. Intorno al 1950 lo scontro tra governo ed opposizione era particolarmente aspro. A detta delle sinistre, più che perseguire risultati, la Cassa per il Mezzogiorno sarebbe stata una maniera per favorire politiche clientelari della Democrazia Cristiana.
Nonostante un’estesa era di finanziamenti a fondo perduto e investimenti significativi, oggi il divario di ricchezza permane in termini di PIL pro capite e in termini di produttività.

Il reddito pro capite è mediamente il doppio al Nord rispetto al Sud, e i tassi di disoccupazione così come il lavoro nero sono pari al doppio al Sud rispetto al Nord. Questo fenomeno però non è imputabile alla Cassa del Mezzogiorno e non è neppure attribuibile ad un solo partito, visto che seppur in modo a volte distorto tutte le comunità hanno usufruito per ricaduta e per subappalti dei finanziamenti.
Il fallimento parziale delle politiche assistenzialistiche tramite finanziamenti a pioggia non ha giovato al Mezzogiorno, né ha giovato l'abolizione improvvisa della Cassa per il Mezzogiorno, con l'avvento della nuova politica degli incentivi in chiave europea con il varo della legge 19 dicembre 1992, n. 488.

La nuova legge infatti ha iniziato a funzionare solo nel 1996, in una situazione di generale crisi nel Sud che ha coinvolto imprese, enti locali e banche.